# رينيه غونتر
رينيه غونتر (بالإنجليزية: Renée Gunter)‏ هي عارضة أمريكية، ولدت في 1952 في لوس أنجلوس في الولايات المتحدة.

## معرض صور

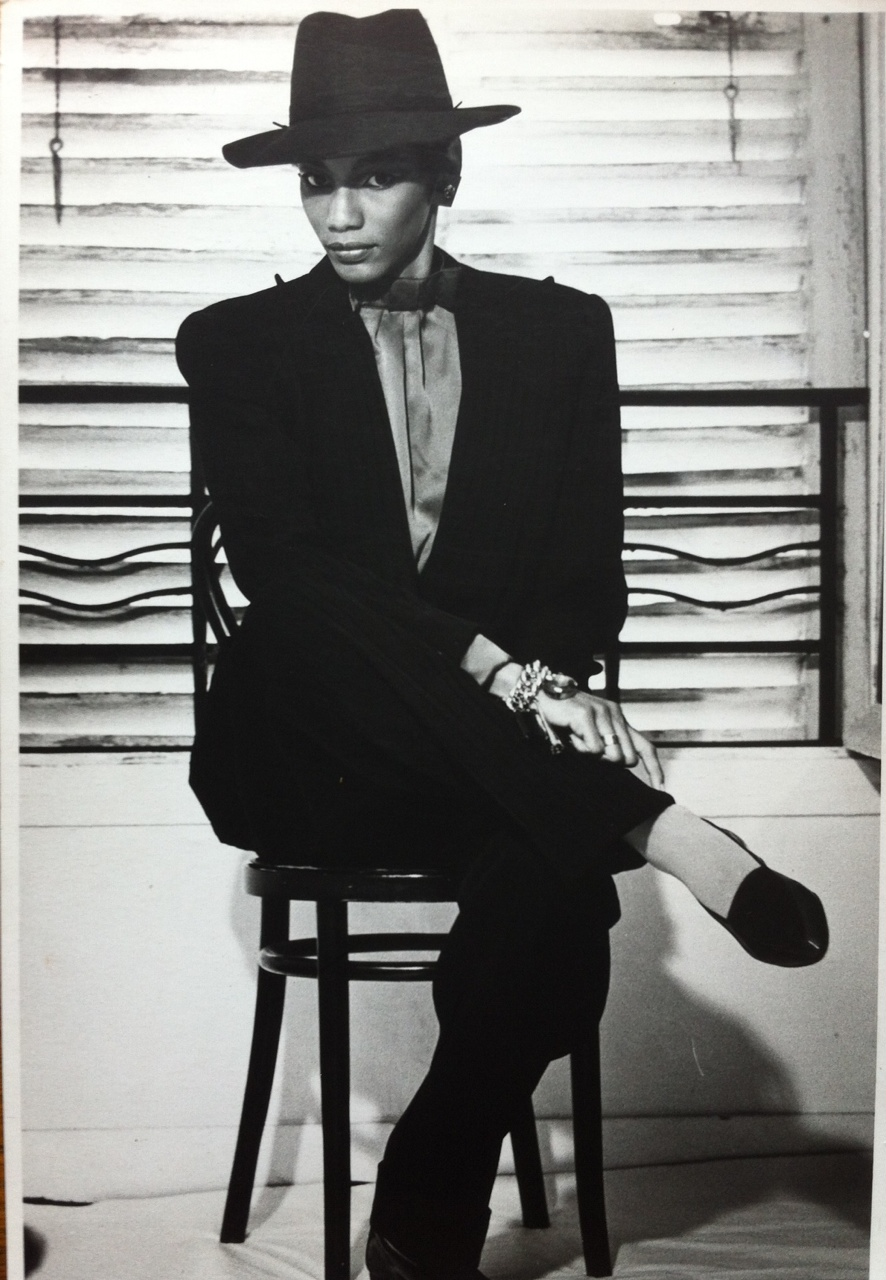
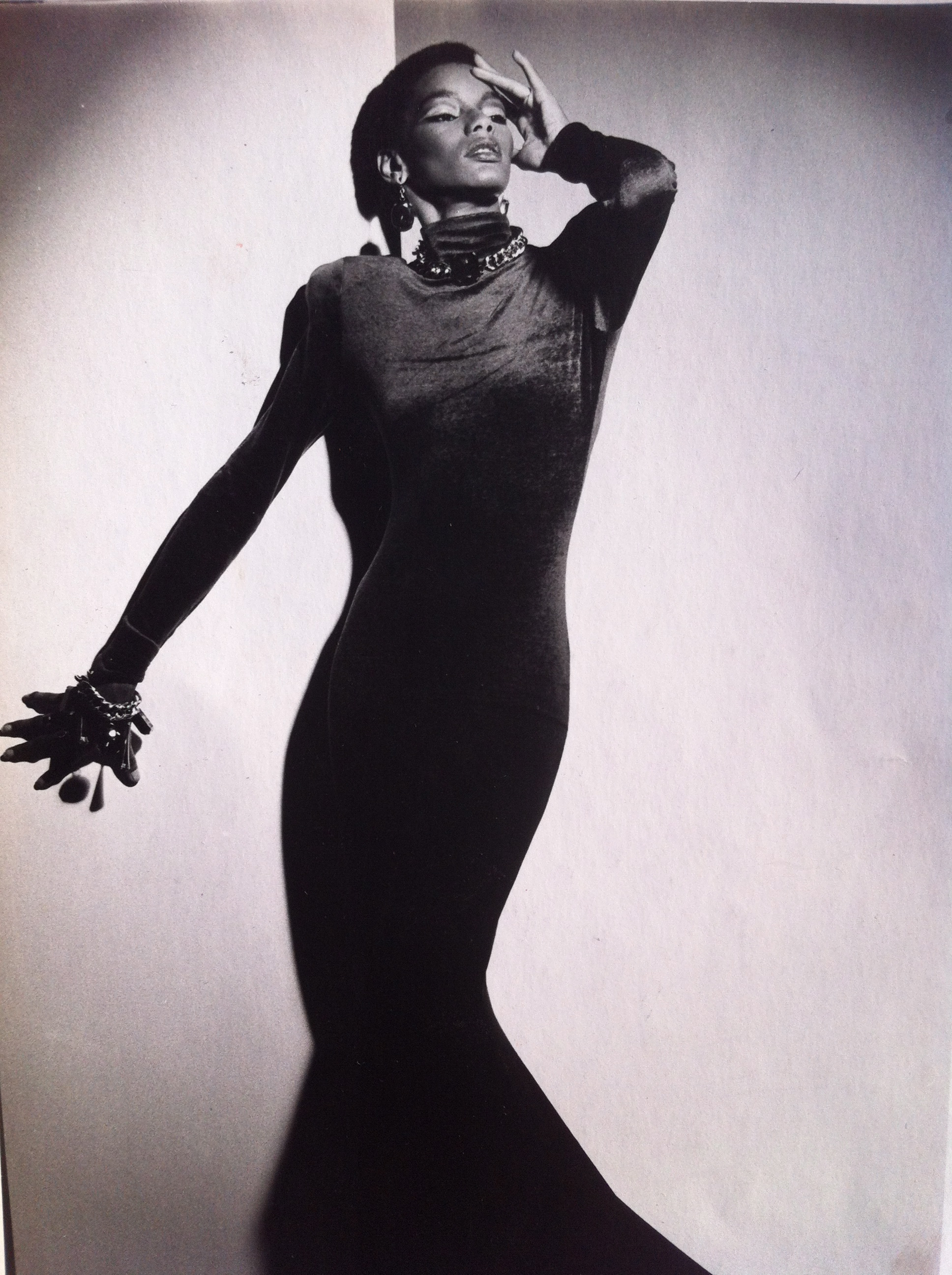
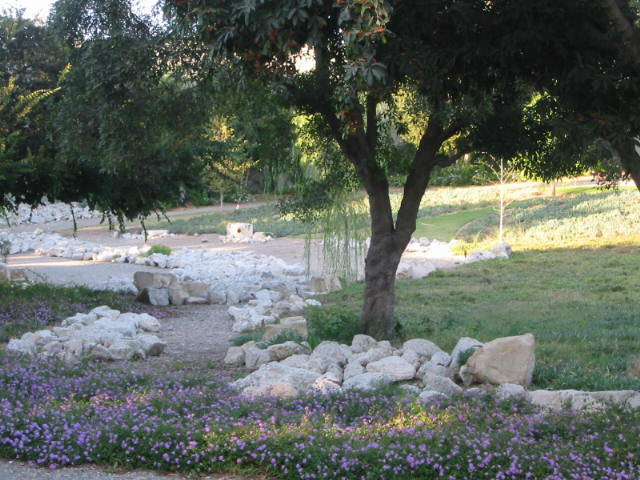
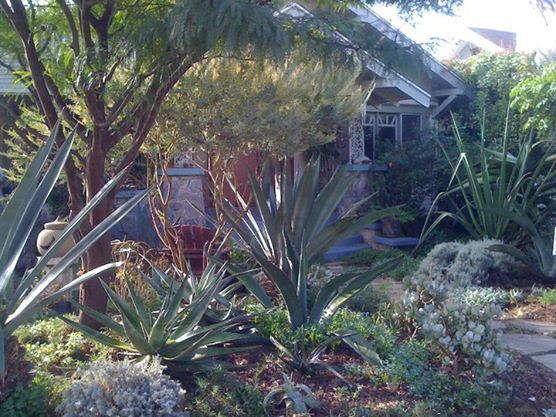
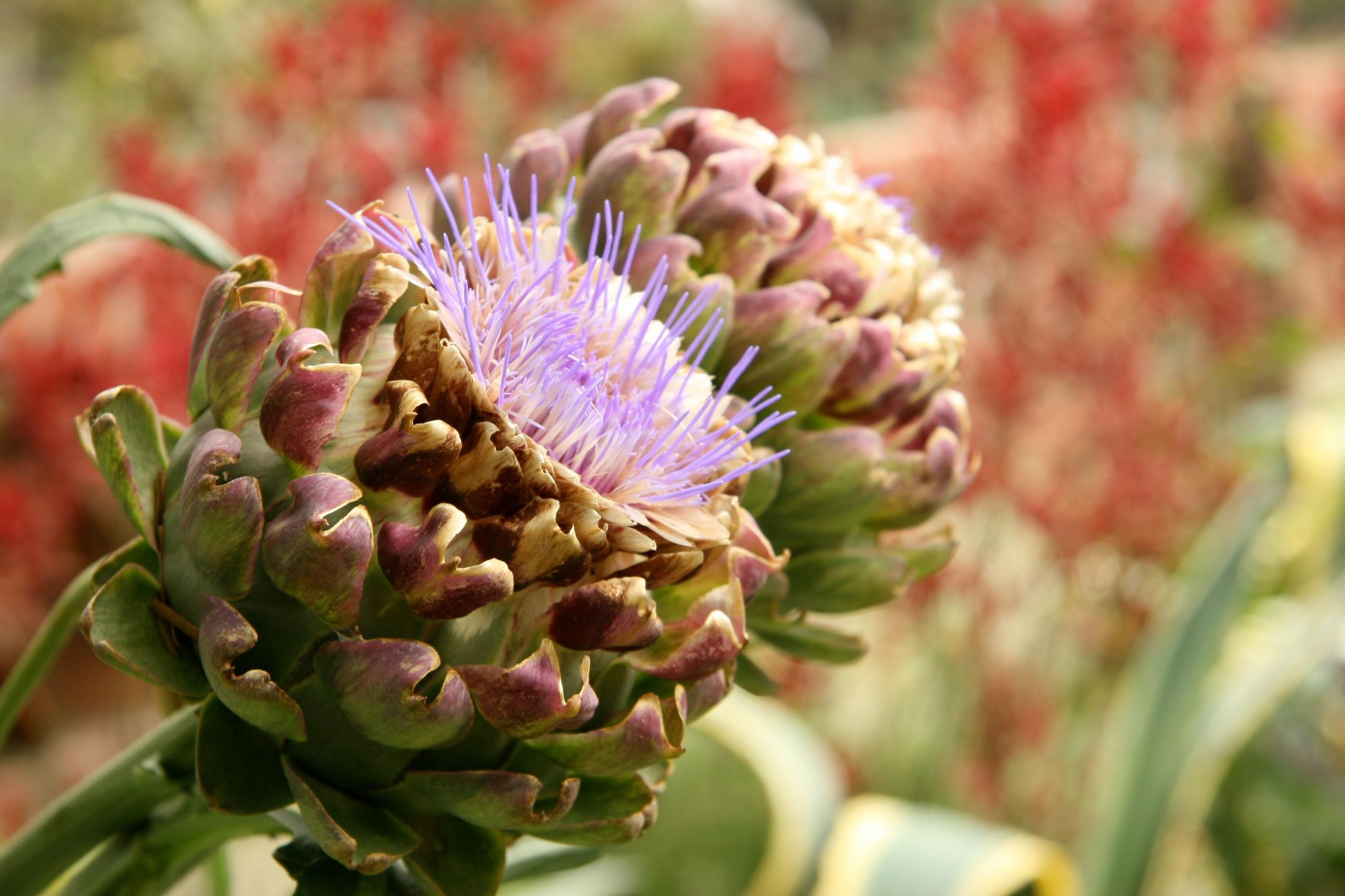